# تشارلز بي. كروفورد
تشارلز بي. كروفورد (بالإنجليزية: Charles B. Crawford)‏ هو مدير فني أمريكي، ولد في 7 مايو 1884 في نيوجيرسي في الولايات المتحدة، وتوفي في 18 مارس 1951 في واشنطن العاصمة في الولايات المتحدة.